# نشان ملی جمهوری متحد عربی
نشان ملی مورد استفاده جمهوری متحد عربی، رنگ‌های پان‌عرب پرچم جمهوری متحد عربی (به شکل عمودی) را بر روی سپری که توسط عقاب صلاح‌الدین حمل می‌شد، نشان می‌داد. در زیر، یک طومار سبز رنگ متن عربی برای «جمهوری متحد عربی» الجمهوریة العربیة المتحدة
پس از پایان اتحاد مصر و سوریه در سال ۱۹۶۱، مصر نام «جمهوری متحد عربی» را حفظ کرد و به استفاده از این نشان ملی ادامه داد، تا اینکه پروژه اتحاد جماهیر عربی در سال ۱۹۷۲ تغییری ایجاد کرد.

## نگارخانه

نشان مصر قبل از ۱۹۵۸
نشان سوریه قبل از ۱۹۵۸

نشان مصر پس از ۱۹۶۱ (مصر تا سال ۱۹۷۲ از نام و نمادهای جمهوری متحد عربی استفاده می‌کرد)
نشان سوریه پس از ۱۹۶۱